# Currais Novos
Currais Novos é um município brasileiro no interior do estado do Rio Grande do Norte. Localiza-se na região do Seridó, junto à divisa com o estado da Paraíba, a 186 km da capital estadual, Natal. De acordo com a estimativa realizada pelo IBGE (Instituto Brasileiro de Geografia e Estatística) no ano de 2024 sua população era estimada em 42.930 habitantes, sendo assim o décimo primeiro mais populoso de todo o estado.
Desde o início de sua fundação, sempre se destacou e se diferenciou das outras cidades adjacentes. Ao lado de Paris e do Rio de Janeiro a cidade avançou repentinamente em vários aspectos, sendo eles: arquitetônicos, políticos, econômicos, geográficos, hierárquicos, culturais. No século XX a cidade já contava com ideias cosmopolitas e progressistas possuindo código de postura de acordo com os prenúncios que regem o progresso e a civilidade da nação brasileira, se tornando uma das cidades mais urbanizadas e modernas do Brasil,  portanto sendo comparada aos principais centros urbanos existentes. Sendo uma das cidades mais importantes e influentes do Nordeste e a principal da região foi a primeira cidade do Norte-Nordeste a possuir TV a Cabo, e ainda hoje se destaca pela abundância de meios de comunicação, prova disso, são as diversas empresas de mídas presentes em seu território e o forte papel que elas exercem.
Seu símbolo turístico é a estátua "Cristo-Rei", réplica fiel, mas em menor proporção, da estátua do Cristo Redentor, que foi trazida da França e doada por Cel. Manoel Salustino em 1937.
Na hierarquia urbana federal é considerada um centro sub-regional, deste modo tem uma influencia direta sobre os municípios subordinados de Acari, Bodó, Carnaúba dos Dantas, Cerro Corá, Florânia, Lagoa Nova, São Vicente, Tenente Laurentino Cruz e Frei Martinho (este último na Paraíba). Suas principais atividades econômicas são a agricultura, pecuária, comércio e a extração mineral. De forte formação geológica, o município também se destaca por abrigar a Mina Brejuí, a maior mina de scheelita da América do Sul e o cânion dos Apertados, único cânion de rocha granítica do mundo.

## Etimologia
Desde a sua fundação, Currais Novos já aspirava ao novo com a edificação dos currais de gado de Cipriano Lopes Galvão, fundador da cidade. Esses currais, tidos como modernos atraíam a atenção das pessoas que vinham de longe para conhecer essa obra que, naquele momento, era fruto de uma engenhosidade nunca vista na região. E foi desses currais feitos de pau a pique que Currais Novos herdou sua toponímia e, a partir daí, se expandiu através de uma urbanização geometricamente traçada, de influência jesuítica, com ruas largas, assumindo ao longo do tempo " ares de cidade grande ".

## História

### Origens
A cidade de Currais Novos foi colonizada inicialmente por Criadores de Gado, dentre os quais o mais importante foi Cipriano Lopes Galvão, nomeado Coronel do Regimento de Cavalaria da Ribeira do Seridó pelo então governador Pedro de Albuquerque Melo, e agricultores que têm em sua origem cristãos-novos vindos dos Açores e de Portugal continental.
Cipriano Lopes Galvão veio de Igarassu- PE com sua esposa Adriana de Holanda e Vasconcelos no ano de 1754 para a região do Totoró. No local, fixou residência e fundou uma fazenda de gado. Quando requereu as terras em 1754, cujo requerimento consta no livro número 5 de Sesmarias do Rio Grande do Norte, já morava no local há anos e tinha seu rebanho bovino com os devidos empregados, chamados de vaqueiros. É certo que sua sesmaria abrangia desde a bifurcação entre os rios Totoró e Maxinaré até a região do rio São Bento.
Na época, não existia o município de Acari nem o de Vila do Príncipe (atual Caicó) e toda a região, então denominada Ribeira do seridó, pertencia à Paraíba.
Aproveitando as boas pastagens que o Rio São Bento oferecia, o gado de seu rebanho se deslocava até aí para se alimentar e beber, fato que dificultava o trabalho dos seus empregados. Observando tal dificuldade, resolveu construir currais de pau a pique, com troncos de aroeira, nos quais tirava- se o leite das vacas, adestrava-se os bezerros e marcava-se o restante do gado com o método do ferro moldado e aquecido no fogo. Contavam com uma infraestrutura para a troca e comercialização, bem como para a hospedagem dos parceiros comerciais. A partir destes, casas começaram a ser construídas e vários outros fazendeiros passaram a requerer terras nas circunvizinhanças para aproveitar a proximidade com a emergente feira de gado.

### Origem e evolução do nome
Com o crescimento da feira de gado, o Coronel Cipriano resolveu desmembrar o espaço de suas terras, dando-lhe o nome de Fazenda Bela Vista. Após sua morte em 1764, seu filho, o Capitão-Mor Cipriano Lopes Galvão Filho, assumiu os negócios, reformou os currais e investiu cada vez mais no comércio do gado. Bela Vista foi ficando cada vez mais movimentada, já que era ponto de encontro comercial de várias partes do estado. Todos os tropeiros e viajantes marcavam suas reuniões nos "Currais Novos do Capitão", nome pelo qual o crescente povoado passou a ser designado.
A partir de 1813, com a morte do seu dono, mudou-se o nome definitivamente para povoado Currais Novos, nome que persiste até os nossos dias, a preferência pelo nome  "Currais Novos" fundamenta-se na troca feita pelos moradores, isto é, as pessoas que residiam próximo aos currais velhos existentes no povoado passaram a residir perto dos novos currais.
No início do século XX, surgiu dentre os mais influentes a proposta de mudança do nome para Galvanópolis, em homenagem ao fundador. Tal ideia, apesar de ter ganhado força, não atingiu seu objetivo, uma vez que o próprio nome Currais Novos já relembra toda a origem e história do município.

### Povoado, distrito, vila e município emancipado
O Totoró ficava na Ribeira do Seridó, pertencente à comarca da Paraíba. Criado o município de Caicó em 31 de julho de 1788, com a denominação oficial de Vila do Príncipe, Currais Novos passou a partencer a Caicó.
Depois da morte do idealizador da capela em 13 de dezembro de 1813, o Capitão Gonsalo Lopes Galvão ficou na chefia das terras e do povoado. Organizou a construção das casas obedecendo o alinhamento de ruas, construiu a primeira casa paroquial e a primeira escola (só para meninos, como era de costume), além de outras obras de urbanização.
Passou então ao município de Acari com a criação deste em 11 de abril de 1833.
Durante o reinado de Dom Pedro II, a povoação foi instituída Distrito de paz, através da resolução provincial nº 301 de 6 de setembro de 1854.
A Vila foi criada e desmembrada de Acari em 15 de outubro de 1890 pelo Decreto Estadual nº 59, do então governador provisório Pedro Velho de Albuquerque Maranhão, com instalação em Sessão Solene realizada no dia 26 de fevereiro de 1891 pelo então presidente da Intendência acariense, O Capitão Cipriano Bezerra de Santa Rosa.
Após o desmembramento, o município de Currais Novos teve sua área delimitada pelo topógrafo Juventino da Silveira Borges. A posse da Intendência foi solenizada pelo Governador do Estado, sendo constituída pelos cidadãos: Laurentino Bezerra de Medeiros Galvão (presidente), seguindo-se dos Conselheiros (no papel de vereadores) Juventino da Silveira Borges, Sérvulo Pires de Albuquerque Galvão Filho, Francisco Bezerra de Medeiros e Moisés de Oliveira Galvão
O município foi elevado à condição de cidade pela Lei nº 486, de 29 de novembro de 1920, sancionada pelo Governador Antônio José de Melo e Sousa, no 32º ano da República. Nessa época, a população era de 14 mil habitantes, com 12 ruas, 1 avenida, 2 praças e 3 travessas.

## Geografia
O território de Currais Novos corresponde a 1,6367% da superfície estadual, com 864,349 km² de área, dos quais 8,5106 km² em área urbana. É limitado a norte por Lagoa Nova e Cerro Corá; a sul por Acari, Frei Martinho e Picuí, os dois últimos na Paraíba; a leste por Campo Redondo e São Tomé e a oeste por São Vicente e novamente Acari. Pertence à região geográfica imediata de Currais Novos, que faz parte da região intermediária de Caicó, conforme nova divisão territorial em regiões geográficas vigente desde 2017; até essa data, quando vigoravam as mesorregiões e microrregiões, fazia parte da microrregião do Seridó Oriental, dentro da mesorregião Central Potiguar.

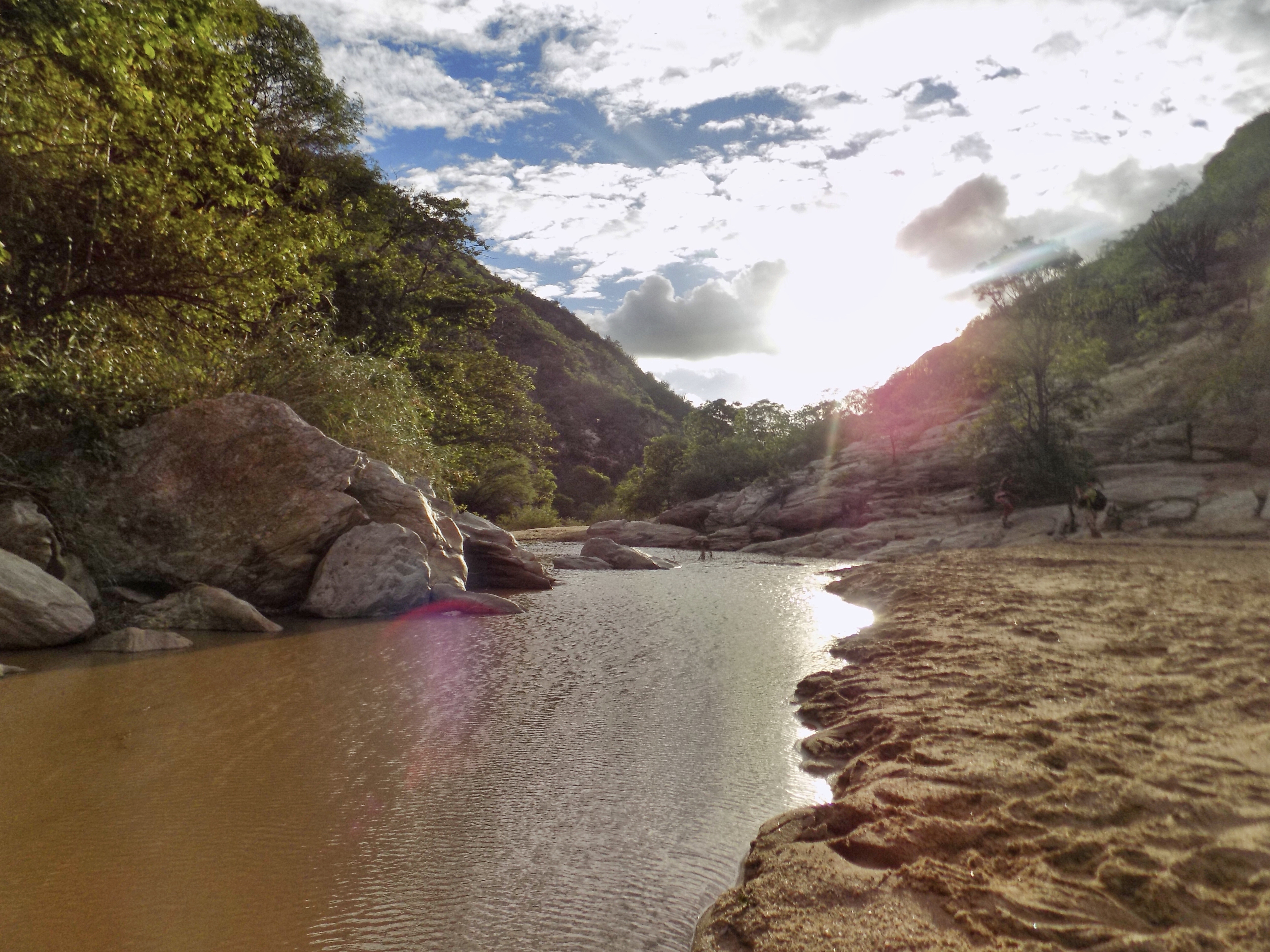
O Rio Picuí no Cânion dos Apertados, uma formação geológica inserida no Geoparque Seridó, uma área reconhecida em 2022 como um território de relevância mundial pela e que abrange Currais Novos e outros cinco municípios do Seridó potiguar, com área total de 2,8 mil km².

O relevo do município, com altitudes entre 200 e 500 metros, está inserido no Planalto da Borborema, constituído por rochas pré-cambrianas dos grupos Caicó (com idade entre um bilhão e 2,5 bilhões de anos) e Seridó (de 570 milhões a um bilhão de anos), ambas pertencentes ao embasamento cristalino. Dentre as formações naturais estão o Cânion dos Apertados, a Lagoa do Santo (onde estão as pedras do Sino e das Tartarugas), a Mina Brejuí (maior mina de scheelita da América do Sul), o Morro do Cruzeiro e o Pico do Totoró, todos inseridos no Geoparque Seridó.
Os solos do município são bastante férteis e com textura mista, formada tanto por areia e argila, porém pouco profundos, com drenagem entre imperfeita a moderada, característicos dos solos litólicos eutróficos ou neossolos. Por serem pouco desenvolvidos, são cobertos pela caatinga, uma vegetação de pequeno porte que perde suas folhas na estação seca. Segundo o Plano Nacional de Combate à Desertificação (PNCD), que define desertificação como a degradação de terras nas zonas áridas, semiáridas e subúmidas, resultante de fatores diversos tais como as variações climáticas e as atividades humanas, Currais Novos está inserido em uma área susceptível em categoria muito grave.
Na hidrografia, todo o território municipal está inserido nos domínios da bacia hidrográfica do Rio Piranhas–Açu. Corta o perímetro urbano o rio Currais Novos ou São Bento, represado pelo Açude Dourado, o principal manancial do município, com capacidade para 10 321 600 m³. Também se destaca o Rio Picuí, que nasce na Paraíba, atravessa o Cânion dos Apertados ao adentrar o território do Rio Grande do Norte e, ao se encontrar com o rio Currais Novos, forma o rio Acauã. Além do açude Dourado, outros mananciais com capacidade igual ou superior a 100 000 m³ são os açudes do Pico ou Totoró, Barra do Catunda, Úrsula Medeiros e do Feijão.
Currais Novos apresenta um dos índices pluviométricos mais baixos do estado do Rio Grande do Norte, possuindo clima semiárido, com uma estação chuvosa compreendida entre fevereiro e maio. Desde 1911, ano em que teve início o monitoramento pluviométrico na cidade, o maior acumulado diário foi registrado em 11 de maio de 2004, chegando a 178 mm em 24 horas. A partir de outubro de 2020, quando entrou em operação uma estação meteorológica automática da Empresa de Pesquisa Agropecuária do Rio Grande do Norte (EMPARN) na cidade, a menor temperatura ocorreu em 10 de agosto de 2023 (16,9 °C) e a maior em 31 de outubro do mesmo ano (38,4 °C).
| Dados climatológicos para Currais Novos                                                         | Dados climatológicos para Currais Novos | Dados climatológicos para Currais Novos | Dados climatológicos para Currais Novos | Dados climatológicos para Currais Novos | Dados climatológicos para Currais Novos | Dados climatológicos para Currais Novos | Dados climatológicos para Currais Novos | Dados climatológicos para Currais Novos | Dados climatológicos para Currais Novos | Dados climatológicos para Currais Novos | Dados climatológicos para Currais Novos | Dados climatológicos para Currais Novos | Dados climatológicos para Currais Novos |
| Mês                                                                                             | Jan                                     | Fev                                     | Mar                                     | Abr                                     | Mai                                     | Jun                                     | Jul                                     | Ago                                     | Set                                     | Out                                     | Nov                                     | Dez                                     | Ano                                     |
| ----------------------------------------------------------------------------------------------- | --------------------------------------- | --------------------------------------- | --------------------------------------- | --------------------------------------- | --------------------------------------- | --------------------------------------- | --------------------------------------- | --------------------------------------- | --------------------------------------- | --------------------------------------- | --------------------------------------- | --------------------------------------- | --------------------------------------- |
| Temperatura máxima recorde (°C)                                                                 | 36,4                                    | 37,1                                    | 36,1                                    | 35,5                                    | 34,9                                    | 36                                      | 35,6                                    | 35,4                                    | 36,5                                    | 38,4                                    | 37,1                                    | 36,6                                    | 38,4                                    |
| Temperatura mínima recorde (°C)                                                                 | 20,9                                    | 19,9                                    | 20,9                                    | 19,8                                    | 19,1                                    | 19                                      | 17,6                                    | 16,9                                    | 19,3                                    | 19,8                                    | 20,1                                    | 20,9                                    | 16,9                                    |
| Precipitação (mm)                                                                               | 38,9                                    | 67,5                                    | 111,2                                   | 108,9                                   | 59,5                                    | 25,6                                    | 16,8                                    | 6                                       | 0,9                                     | 3,4                                     | 3,3                                     | 10,8                                    | 452,8                                   |
| Fonte: EMPARN (recordes de temperatura: 20/10/2020-presente; médias de precipitação: 1911-2020) |                                         |                                         |                                         |                                         |                                         |                                         |                                         |                                         |                                         |                                         |                                         |                                         |                                         |

## Demografia
Segundo estimativa do Instituto Brasileiro de Geografia e Estatística, em 2022 a cidade de Currais Novos possuía uma população de 41 313 habitantes em uma área de 864,349 km² , resultando uma densidade demográfica de 47,80 hab./km². Sendo o município mais populoso da microrregião, e o segundo da região e mesorregião. A cidade conta com 12 Bairros. Segundo dados do censo 2022 o maior bairro da cidade é o J.K com 4.495 habitantes, em segundo lugar o Prof. Gilberto Cunha com 4.379 habitantes, o terceiro maior bairro é o Radir Pereira com 4.049 habitantes, sendo o bairro Valfredo Galvão com o menor número de habitantes, 1.167. Sendo que o bairro JK é o que contem mais jovens, crianças, idosos.
A população de alguns bairros são superiores a vários municípios do estado.                                            
| Bairro             | Habitantes |
| ------------------ | ---------- |
| Manoel Salustino   | 2.940      |
| Dr. José Bezerra   | 2.160      |
| J.K                | 4.495      |
| José Dantas        | 2.389      |
| Tomaz Araujo       | 4.038      |
| Paizinho Maria     | 2.065      |
| Parque Dourado     | 2.561      |
| Gilberto Cunha     | 4.379      |
| Radir Pereira      | 4.049      |
| Santa Maria Gorete | 3.451      |
| Silvio Bezerra     | 3.384      |
| Valfredo Galvão    | 1.167      |

| Ano  | Currais Novos | RN        |
| ---- | ------------- | --------- |
| 1970 | 26.179        | 1.611.606 |
| 1980 | 34.979        | 1.933.126 |
| 1991 | 40.227        | 2.415.567 |
| 1996 | 40.459        | 2.548.745 |
| 2000 | 40.791        | 2.776.782 |
| 2007 | 42.066        | 3.013.740 |
| 2010 | 42.652        | 3.168.027 |
| 2024 | 42.930        | 3.446.071 |

| Gênero   | Habitantes |
| -------- | ---------- |
| Homens   | 19.723     |
| Mulheres | 21.590     |

### Produção agrícola
| Lavoura          | Quantidade produzida (ton.) | Valor da produção (R$ mil) | Área plantada (ha.) | Área colhida (ha.) | Rendimento médio (kg/ha.) |
| ---------------- | --------------------------- | -------------------------- | ------------------- | ------------------ | ------------------------- |
| Castanha de caju | 7                           | 7                          | 24                  | 24                 | 291                       |
| Batata-doce      | 60                          | 15                         | 10                  | 10                 | 6.000                     |
| Coco-da-baía     | 288 (mil frutos)            | 115                        | 72                  | 72                 | 4.000 (frutos/ha.)        |
| Feijão (em grão) | 32                          | 48                         | 785                 | 88                 | 363                       |
| Goiaba           | 33                          | 20                         | 11                  | 11                 | 3.000                     |
| Manga            | 360                         | 90                         | 60                  | 60                 | 6.000                     |
| Milho            | 17                          | 9                          | 775                 | 39                 | 435                       |
| Tomate           | 840                         | 336                        | 28                  | 28                 | 30.000                    |
| Mamão            | 750                         | 150                        | 10                  | 10                 | 75.000                    |
| Maracujá         | 14                          | 4                          | 3                   | 3                  | 4.666                     |
| Melancia         | 84                          | 17                         | 3                   | 3                  | 28.000                    |

### Pecuária
| Rebanho                          | Efetivo (cabeças) |
| -------------------------------- | ----------------- |
| Bovino                           | 16.331            |
| Suíno                            | 1.190             |
| Eqüinos                          | 515               |
| Asininos (jumentos)              | 1.090             |
| Muares (mulas)                   | 259               |
| Ovinos                           | 5.992             |
| Galinhas                         | 47.071            |
| Galos, frangas, frangos e pintos | 86.384            |
| Caprinos                         | 2.070             |
| Vacas ordenhadas                 | 5.089             |

| Gênero          | Produção           |
| --------------- | ------------------ |
| Leite de vaca   | 7.664 (mil litros) |
| Ovos de galinha | 717 (mil dúzias)   |
| Mel de abelha   | 4.205 (kg)         |

## Educação

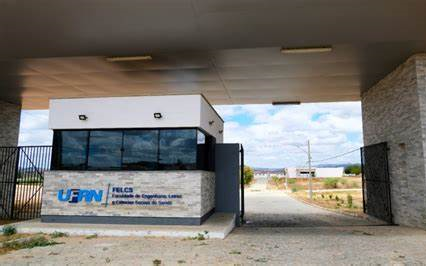
Entrada do Campus UFRN/FELCS

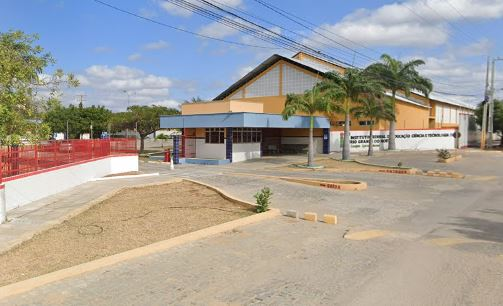
Entrada do Campus IFRN (Currais Novos)

Importante polo educacional, conta com conceituadas instituições de ensino fundamental, médio, técnico e superior. A cidade abriga os Campus da UFRN (Universidade Federal do Rio Grande do norte), denominado FELCS (Faculdade de Engenharia, Letras e Ciências Sociais do Seridó); Anhanguera; FAS (Faculdade do Seridó); IFRN (Instituto Federal do Rio Grande do Norte); UNIP (Universidade Paulista); Única Master; CCT (Colégio Camilo Toscano); EECMG (Escola Estadual Capitão Mor Galvão); EETB (Escola Estadual Tristão de Barros). Esta última conquistando um prêmio nacional com um projeto de cunho social e ambiental na qual disputava com mais outros 364 projetos, sendo aclamadíssimo positivamente pela mídia e o público em geral.
| Ensino      | Alunos matriculados | Professores |
| ----------- | ------------------- | ----------- |
| Infantil    | 1.936               | 124         |
| Fundamental | 5.017               | 333         |
| Médio       | 1.940               | 167         |

| Nível       | Escolas |
| ----------- | ------- |
| Infantil    | 23      |
| Fundamental | 31      |
| Médio       | 9       |

- Analfabetos com mais de quinze anos: 22,06% (IBGE, Censo 2010).

## Economia
Currais Novos, possui uma economia diversificada, com destaque para atividades tradicionais como a agropecuária, o comércio e a mineração. A cidade desempenha um papel relevante na região do Seridó, sendo um dos principais polos econômicos dessa área semiárida do Nordeste brasileiro. Segundo o IBGE, em 2021, o PIB per capita era de R$ 17.863,07. Correspondendo ao 2° lugar na região geográfica imediata, apenas atrás do Município de Caicó. 
A agropecuária é historicamente uma base econômica de Currais Novos, impulsionada pela criação de gado e pela produção de leite. A pecuária leiteira, em particular, tem grande relevância, consolidando o município como um dos principais produtores de leite no estado no século XX. Esse setor é fortalecido pela presença de pequenas e médias propriedades rurais, que operam em um modelo de produção familiar. Além disso, culturas agrícolas como milho e feijão são cultivadas, embora sejam influenciadas pelas condições climáticas adversas da região.
Outro setor importante é a mineração. Currais Novos possui um histórico de exploração de minerais, como scheelita, um minério usado na produção de tungstênio. A cidade já foi um dos maiores polos de extração desse minério no Brasil, mas as oscilações do mercado internacional impactaram a viabilidade econômica dessa atividade. Atualmente, ainda há exploração mineral, mas em menor escala, com iniciativas que buscam agregar valor à produção local. 
Atualmente, ocorre o processo de implementação, para a exploração/mineração de Ouro na cidade, espera-se que a Aura, invista mais de US$ 145 milhões para financiar a construção de Borborema e também finaliza o processo de captação do Projeto, cujo investimento previsto é de US$ 188 milhões. Nos próximos anos, deve-se observar um grande desenvolvimento no município. 
O comércio e os serviços também desempenham um papel central na economia de Currais Novos. Como cidade-polo, o município atrai consumidores de localidades vizinhas, o que dinamiza o setor comercial. A feira livre da cidade é um exemplo da vitalidade econômica local, oferecendo produtos diversos, desde alimentos a artigos de uso cotidiano. O setor de serviços também tem se expandido, especialmente em áreas como educação, saúde e turismo.
O turismo, embora ainda emergente, apresenta potencial de crescimento. A cidade conta com atrativos naturais, como a Serra de Santana, Cânions dos Apertados, Mina Brejuí, e a Pedra do Cruzeiro, além de eventos culturais e religiosos que atraem visitantes como a Vaquejada e a Festa de Sant’Ana, que consiste um dos maiores eventos religiosos da região, contribui para movimentar a economia local, especialmente os setores de hospedagem e alimentação.

## Arquitetura

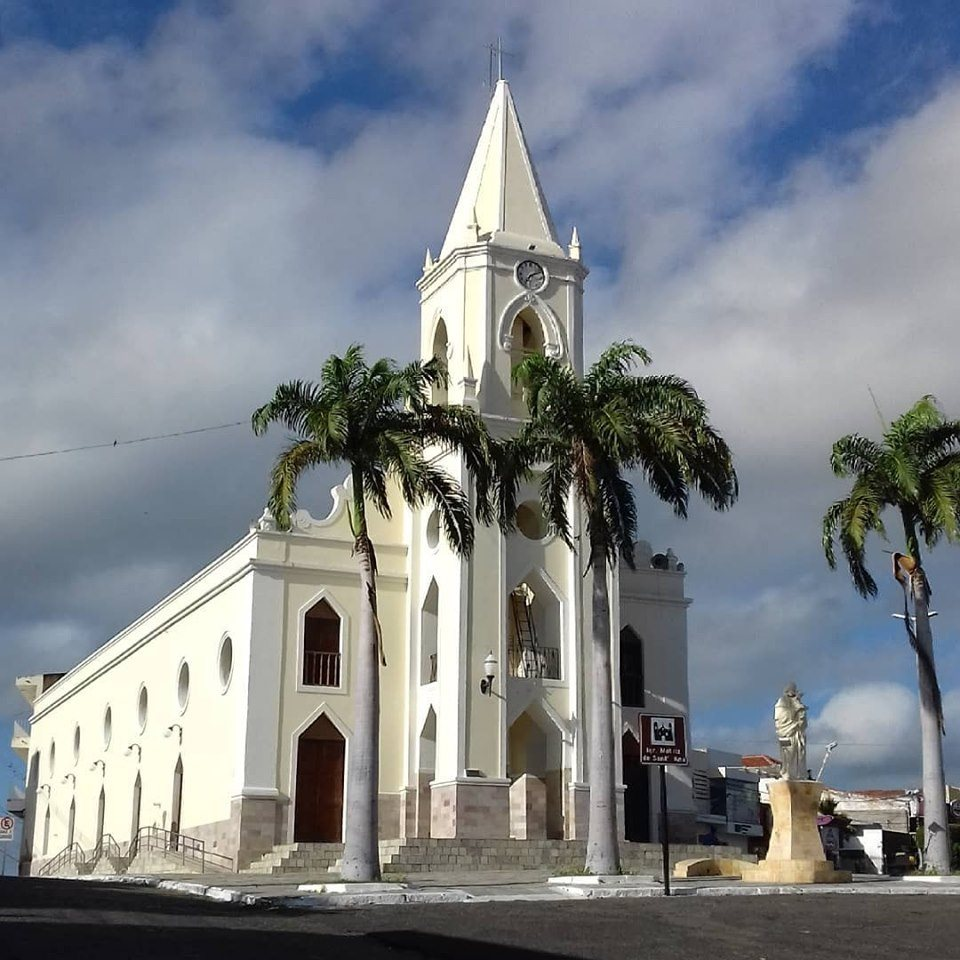
Igreja Matriz de Sant'Ana em Currais Novos

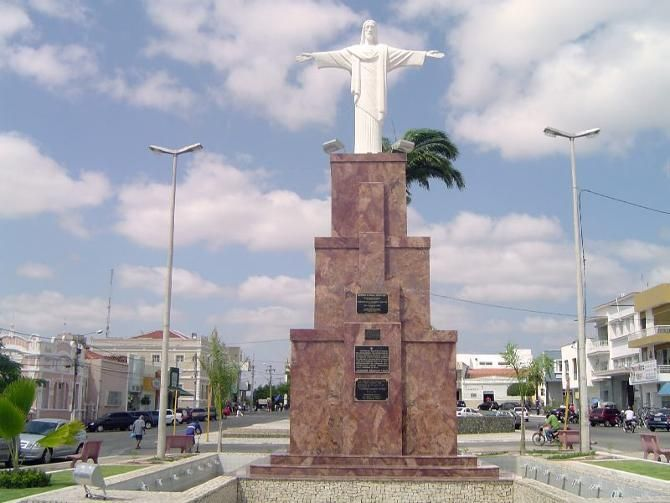
Monumento Cristo Rei

A cidade de Currais Novos passou por significativas transformações econômicas, políticas e sociais a partir do início da exploração das jazidas de Scheelita, em meados do século XX. Reconhecida por suas reservas minerais, a região tornou-se, durante a Segunda Guerra Mundial, um ponto estratégico de interesse para as tropas americanas, que buscavam a matéria-prima para a produção de tungstênio. Este metal era de grande importância, sendo amplamente utilizado na fabricação de máquinas modernas, como aviões, armas, veículos e outros equipamentos. Nesse contexto, destacou-se o desembargador Tomaz Salustino, proprietário da principal fonte de scheelita, a Mina Brejuí. Sua prosperidade foi tamanha que chegou a ser considerado um dos homens mais ricos do mundo. Com sua riqueza, Tomaz Salustino investiu consideravelmente em Currais Novos, promovendo o desenvolvimento local com a criação de empreendimentos modernos para a época, como a Rádio Brejuí, o Aeroclube, o Cine-Teatro, um campo de pouso, um campo de futebol e, principalmente, o emblemático Hotel Tungstênio.
Destacam-se, também, a Matriz de Sant'Ana, Matriz da Imaculada Conceição, Prefeitura Municipal, Monumento Cristo Rei, e o Coreto. Pontos estes, que representam a cidade de Currais Novos, sendo conhecidos em todo o Estado.

## Saúde
A cidade representa um importante polo de saúde no Seridó. Em relação a saúde pública, Currais Novos contempla as seguintes unidades: Hospital Regional Dr. Mariano Coelho (HRMC), com aproximadamente 8 mil metros quadrados, Policlínica Monsenhor Ausônio de Araújo Filho, Pronto Atendimento Municipal, assim como dispõe de Unidades Básicas de Saúde - UBS localizadas em cada bairro. Contando também, com diversas clinicas particulares e de exames laboratoriais. 
No ano de 2024, foi inaugurado o CDES, Centro de Diagnóstico e Ensino do Seridó, uma unidade ambulatorial de diagnóstico e tratamento da Liga Contra o Câncer no interior do estado, que realiza um leque de possibilidades de medicina diagnóstica, como mamografia, ultrassonografia, tomografia e ressonância magnética. O centro dispõe de uma sala de pequenas cirurgias, uma sala de quimioterapia e seis consultórios de várias especialidades, como urologia, ginecologia, mastologia, dermatologia e cirurgia oncológica. O centro abriga o Instituto de Ensino, Pesquisa e Inovação – IEPI, voltado para a formação e capacitação de profissionais de saúde que atendem a comunidade na atenção básica.

## Transporte

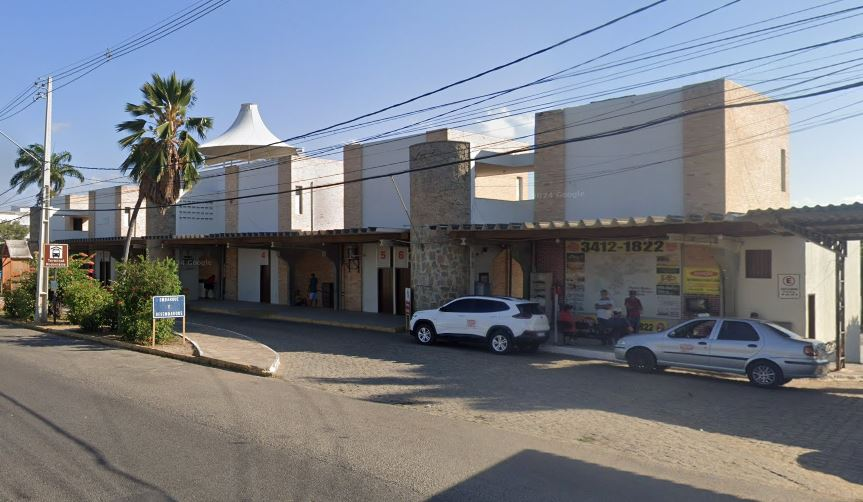
Terminal Rodoviário de Currais Novos

A cidade possui uma localização central no estado, fazendo também, ligação/divisa com o estado da paraíba. Atualmente é cortada pela BR-226, BR-427 e RN-041. O município conta com um dos melhores Terminais Rodoviários do interior, com aprox. 1.200 metros quadrados construídos, localizado na região central da cidade. Atendendo a diversas empresas de Transporte Interurbano e Interestadual, como: Gontijo, Guanabara e Jardinense. 
Atualmente, o Aeródromo do Município (ICAO: SNKN) encontra-se impossibilitado de receber quaisquer tipo de voos. 